# Disbiosi
Per disbiosi (conosciuta anche come disbacteriosi), in medicina, ci si riferisce ad un alterato equilibrio microbico sulla superficie o all'interno del corpo opposto alla normale simbiosi, detta eubiosi. Più comunemente la disbiosi è riportata come una condizione inerente al tratto digestivo. Essa è anche correlata a malattie come le malattie infiammatorie croniche intestinali, la sindrome da fatica cronica, l'obesità, la Fibromialgia, il tumore e la colite.
Spesso e volentieri, erroneamente, questa condizione è diagnosticata come "sindrome del colon irritabile" (IBS; irritable bowel syndrome).
Colonie microbiche presenti sulla superficie o nel corpo sono generalmente benigne o benefiche (seppur in determinate situazioni patologiche, come nell'AIDS, tendano ad attaccare l'organismo con il quale collaborano, soddisfacendo quella che è la caratteristica derivata dal loro nome: opportunisti). Queste colonie microbiche benefiche e di dimensioni appropriate sono in grado di svolgere una serie di funzioni utili e necessarie, come aiutare la digestione. Inoltre, esse proteggono il corpo dalla penetrazione dei microbi patogeni. Queste colonie microbiche benefiche si trovano in concorrenza tra di loro sia per lo spazio che per le risorse e superano le cellule umane di un fattore di 10:1.
Esistono diversi esami per misurare il grado di disbiosi (urine, feci, respiro, genoma del microbiota intestinale); quello più comune, l'esame delle urine, valuta la concentrazione di due specifici parametri: l'indicàno e lo scatòlo.
Il termine "disbiosi" non è un termine medico standardizzato. Concetti simili sono stati anche descritti come "squilibrio microbico", "squilibrio batterico", o "un aumento dei livelli di batteri nocivi e ridotti livelli di batteri benefici". Una forma di disbiosi è la sindrome da iperproliferazione batterica (SIBO).

## Cause
La disbiosi può essere causata da diversi fattori come la ripetuta e inappropriata assunzione di antibiotici, l'abuso di alcol, disturbi della motilità di tipo neurologico, diverticoli, una dieta inadeguata o malattia cronica infiammatoria intestinale (MICI).

## Effetti
Quando questo equilibrio viene alterato, le colonie batteriche presentano una minore capacità di controllare la crescita reciproca e ciò può portare alla proliferazione di una o più di esse che possono ulteriormente danneggiare le altre creando così un circolo vizioso. Se le colonie più vantaggiose sono danneggiate, gli effetti negativi sull'organismo appaiono più pronunciati. Un effetto nocivo può essere il malassorbimento.
Le colonie microbiche espellono anche diversi tipi di sottoprodotti di scarto (tossine). Utilizzando diversi meccanismi di rimozione dei rifiuti, in circostanze normali, il corpo gestisce in modo efficace questi sottoprodotti con poca o nessuna difficoltà. Purtroppo, le colonie di dimensioni inappropriate, per il loro aumento numerico, espellono maggiori quantità di questi sottoprodotti. Poiché la quantità di sottoprodotti microbica aumenta, i livelli più elevati dei sottoprodotti di scarto possono sovraccaricare i meccanismi di rimozione dei rifiuti del corpo.
La combinazione di questi due risultati negativi causa molti dei sintomi negativi sulla salute osservati quando ci si trova davanti ad un caso di disbiosi.

## Disbiosi intestinale
La disbiosi intestinale o dismicrobismo intestinale o alterazione del microbiota intestinale è una condizione caratterizzata da uno squilibrio della flora batterica enterica. L’alterazione della flora batterica può compromettere la funzionalità intestinale, causando una serie di disturbi come meteorismo, diarrea, dolore e gonfiore addominale accompagnati da uno stato di malessere generale, stipsi, colite, fino all’insorgenza di infezioni batteriche, reflusso, allergie, ipovitaminosi, malattie autoimmuni e tumori del colon. Essa può essere causata da diversi fattori come una cattiva alimentazione ricca di cibi raffinati, consumo eccessivo di alcolici e superalcolici, additivi e inquinanti, farmaci (es. antibiotici), stress, vita sregolata, alterazioni della motilità intestinale, disturbi a carico del pancreas, postumi di infezioni batteriche e/o virali etc.
La disbiosi può dipendere anche da numerosi altri fattori, primi tra tutti patologie intestinali come la
malattia diverticolare, le malattie infiammatorie croniche intestinali, le gastroenteriti acute infettive. Queste condizioni determinano un'aumentata espressione di citochine pro-infiammatorie (proteine che svolgono un ruolo importante nella difesa immunitaria), un'alterazione dell’habitat intestinale e una sostanziale modifica della flora intestinale, con conseguente diarrea.
Anche se si prendono farmaci immunosoppressori nelle patologie autoimmuni, o di chemioterapici nei tumori, può essere causa una debilitazione immunologica e un'alterazione della permeabilità a livello intestinale, ovvero una modifica a livello della tenuta della membrana delle cellule che tappezzano la parete del tubo digerente, con conseguente diarrea, che è alla base dello squilibrio
del microbiota intestinale.
Il rischio di una disbiosi intestinale marcata e cronica è alto anche nei pazienti che si sottopongono ad operazioni gastro-intestinali, ospedalizzati, in terapia con antibiotici e altri farmaci, a digiuno o sottoposti a diete non equilibrate, alle prese con le problematiche post-intervento come la dismotilità (nelle resezioni intestinali) o l’ipocloridia (nelle gastrectomie parziali e totali in cui la funzione sterilizzatrice dello stomaco, a carico del succo gastrico, viene meno).

## Malattie associate
Le interruzioni nel microbioma possono consentire ai fattori esterni o addirittura ai fattori patogeni del microbioma di prendere piede nell'intestino. È stato riportato che la disbiosi è associata a malattie, come la malattia parodontale, malattia infiammatoria dell'intestino, sindrome da stanchezza cronica, obesità, cancro, vaginosi batterica, e colite.

## Trattamenti

### Probiotici
Per contrastare il determinarsi della disbiosi, è necessario ripristinare in tempi rapidi il corretto equilibrio della flora batterica intestinale. A questo proposito, può rivelarsi utile l’assunzione di probiotici.
L'Organizzazione Mondiale della Sanità definisce probiotici come "microrganismi vivi che, somministrati in quantità adeguate, conferiscono un beneficio per la salute dell'ospite". Inoltre, come affermato dal Ministero della Salute, la quantità minima sufficiente per ottenere una temporanea colonizzazione dell’intestino da parte di un ceppo di fermento lattico è di almeno 1 miliardo di cellule vive per ceppo e per giorno. Si tratta di batteri buoni che, dopo essere assunti, sopravvivono nell'organismo per raggiungere la mucosa intestinale e quindi colonizzarla, diventando parte integrante del microbiota. I più utilizzati appartengono ai generi Lactobacillus e Bifidobacterium. Questi sono diversi dai semplici fermenti lattici, batteri che si limitano a fermentare e digerire il lattosio ma non rimangono vivi all'interno dell'organismo.
Il vantaggio dell'utilizzo dei probiotici per il trattamento delle malattie correlate alla disbiosi risiede nella loro capacità di trattare la causa sottostante di tali malattie. Alcuni benefici includono la loro capacità di sopprimere l'infiammazione nel microbiota e interrompere la colonizzazione da parte di agenti patogeni.

### Antibiotici
A causa delle complesse interazioni nel microbioma, non esistono molti dati sull'efficacia dell'uso di antibiotici per il trattamento della disbiosi. Tuttavia un antibiotico ad ampio spettro che ha un basso impatto sul microbioma intestinale chiamato rifaximina, ha dimostrato di essere efficace nel migliorare alcuni dei disturbi associati con disbiosi, tra cui la sindrome dell'intestino irritabile, colite ulcerosa e la malattia di Crohn.

### Trapianto di microbiota fecale
I trapianti di microbiota fecale (FMT) usano la stessa linea di ragionamento dei probiotici; per ricreare un sano equilibrio di microbiota nel microbioma inserendo microbi benefici nell'ambiente. L'FMT realizza questo facendo una donazione di materiale fecale da un individuo sano, diluito, teso e presentato a un paziente malato. I FMT sono attualmente usati per trattare pazienti con infezioni da C. difficile che si sono dimostrati resistenti ad altre terapie. Poiché il processo non è sterile e le contaminazioni possono passare dal donatore al paziente, c'è una spinta per isolare il microbiota chiave e coltivarlo in modo indipendente.